# Luigi Fera

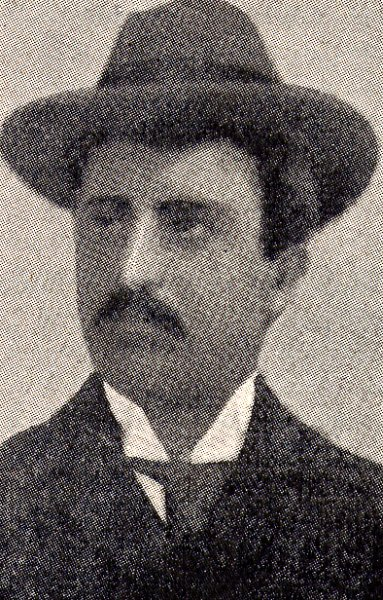
Luigi Fera

Luigi Fera (* 4. Mai 1866 (nach anderen Angaben: 12. Juni 1868) in Cosenza; † 9. Mai 1936 in Rom) war ein italienischer Jurist und Politiker, der von 1904 bis 1924 Mitglied der Abgeordnetenkammer sowie von 1916 bis 1919 Minister für Post und Telegrafie und zwischen 1920 und 1921 Justizminister war.

## Leben
Luigi Fera absolvierte ein Studium der Rechtswissenschaften, welches er mit der Laurea abschloss. Danach war er als Rechtsanwalt tätig. Daneben unterrichtete er zeitweise als Philosophielehrer am „Bernardino Telesio“-Gymnasium, war Redakteur der antiklerikalen Wochenzeitung „La Lotta“ und wurde Mitglied der in Cosenza ansässigen Accademia Cosentina. Am 30. November 1904 wurde er erstmals Mitglied der Abgeordnetenkammer und gehörte dieser bis zum 25. Januar 1924 an. Am 18. Juni 1916 wurde er als Minister für Post und Telegrafie in das Kabinett Boselli berufen und bekleidete dieses Ministeramt vom 30. Oktober 1917 bis zum 23. Juni 1919 auch im Kabinett Orlando.
Nach seinem Ausscheiden aus der Regierung war er zwischen dem 3. Dezember 1919 und dem 16. Juni 1920 Mitglied des Ausschusses für interne Regelungen (Giunta per il regolamento interno) und wurde am 15. Juni 1920 als Minister für Justiz und Kirchenangelegenheiten in das Kabinett Giolitti V berufen und hatte dieses Ministeramt bis zum 4. Juli 1921 inne. Nach dem Marsch auf Rom und dem aufkommenden italienischen Faschismus im Oktober 1922 zog sich Fera, der zuletzt der 1922 gegründeten Sozialdemokratischen Partei PDSI (Partito Democratico Sociale Italiano) als Mitglied angehörte, aus dem politischen Leben zurück und nahm in Rom wieder seine Tätigkeit als Rechtsanwalt auf.

## Veröffentlichungen (Auswahl)
- Un episodio del 1799, con documenti, Rivista abruzzese, Teramo 1902.
- Discorsi e relazioni parlamentari. Dai 15 di giugno 1920 ai 4 di luglio 1921, C. Colombo, Rom 1923.
- Per la patria e per la democrazia, Bocca, Rom 1924.
- Ancora per la crisi costituzionale. Discorso tenuto ai 6 luglio 1925 alla sezione democratica sociale napoletana, Coop. Tip. Luzzatti, Rom 1925.
- La crisi della Costituzione, Tip. Vendier, Padua 1925.
- Memoria difensiva per Giovanni Quintieri contro Salvatore Quintieri, Tip. Ditta Fratelli Pallotta, Rom 1928.